# Буйе, Луи (поэт)
Луи́ Гиаци́нт Буйе́ (фр. Louis Hyacinthe Bouilhet; 27 мая 1821 года, Кани-Барвиль — 18 июля 1869 года, Руан) — французский поэт, драматург, библиотекарь; друг Гюстава Флобера.

## Биография и творчество
Сын военного врача, прекрасно окончил курс классических наук в Руанском коллеже и подружился там с Флобером. Вначале он изучал хирургию, но вскоре бросил и, занимаясь преподаванием греческого и латинского языков, посвятил всё свободное время литературным занятиям.
Первым его произведением была поэма «Meloenis». В другом произведении, озаглавленном «Les Fossiles», Буйе пытался в стихотворной форме изобразить различные эпизоды геологических превращений земного шара. Всё это было издано вместе под заглавием «Festons et Astragales» (1859).
Однако своей известностью Буйе обязан скорее своим сценическим произведениям, к которым относятся драмы:
- «Madame de Montarcy» (1856);
- имевшая большой успех «Hélène Peyron» (1858, текст в Галлике);
- «Dolores» (1862);
- «Faustine» (1864);
- «Conjuration d’Amboise» (1866),
- комедия в стихах «L’Oncle Million».

Уже совершенно больной он окончил в 1869 году новую драму «Мадемуазель Аиссе» (Mademoiselle Aïssé, текст в Галлике); но комедия «Le Sexe faible» и феерия «Le Coeur а droite», начатая в сотрудничестве с Флобером, остались неоконченными. Последний собрал все неизданные поэтические произведения Буйе в посмертном издании, озаглавленном «Dernières Chansons» (1872, текст в Галлике) и побудил граждан Руана воздвигнуть ему небольшой памятник в стене здания музея местной библиотеки, где Буйе состоял некоторое время библиотекарем.

## Издания
- Собрание его сочинений издано Лемерром (1881).